# Tach Rabat
Tach Rabat est un caravansérail datant du XVe siècle, situé au Kirghizistan.

## Généralités
L'édifice de pierre est très bien préservé. Il se dresse à environ 3 500 m d'altitude dans la chaîne de montagne du Tian Shan (ou « montagnes Célestes »), à proximité de la principale route reliant aujourd'hui le Kirghizistan à la Chine à travers le col de Torougart. 
Situé au sud du pays, près de la frontière chinoise, dans le district d'At Baschi (province de Naryn), les points notables à proximité sont la ville de Naryn, à environ 80 km, le lac Son-Kul et la forteresse en ruine de Qoshoy Qorgon.
Le nom Tach Rabat signifie « demeure de pierre » ou « hôtellerie de pierre » en turc.

## Histoire
Le caravansérail constituait une étape pour les voyageurs et les caravanes de marchandises entre Kachgar (Xinjiang, Chine) et le lac Yssyk Koul (Kirghizistan). Il est donc associé à l'histoire de la Route de la soie. 
Il est situé sur l'emplacement d'un ancien monastère nestorien du IXe siècle, sorte de Grand Saint Bernard du Pamir  qui accueillait les voyageurs chrétiens ou païens franchissant le col (Tach Rabat Dawan). Le culte chrétien nestorien, porté par les marchands, s'était en effet répandu d'Occident vers l'Orient, via l'Iran, jusqu'aux Ouïghours du Xinjiang.